# アルカエスト
『アルカエスト』は、1993年12月17日にスクウェア（現スクウェア・エニックス）から発売されたスーパーファミコン用ゲームソフト。開発はハル研究所。ジャンルはアクションRPG。
元々はハル研究所が自社ブランドにて『ガーディアンブレイド』のタイトルで発売を予定しており、ゲーム誌等で広告や情報掲載などの告知も行われていた。しかし同社の経営不振による倒産で、結果的にスクウェアからタイトルを変えての発売となった。

## ストーリー
遠い昔、遥かな未来かも分からない時代。
天空に凶星が輝き、世界の果てより破壊と滅亡をもたらす魔界神アルカエストが表れた。
人々が恐怖と絶望にあえぐ時、一人の剣士が立ち上がった。世界を守る4つの力「ガーディアン」の力を借りた剣士は魔界神を破り、激しい戦いは終わった。
それから1000年。野心に燃える「皇帝」率いる帝国の軍勢が世界を席巻し、パナケイア王国を除く国々が陥落した。そして再び天空に凶星が輝き、魔界の使者「バビロム」が現れた。
バビロムはアルカエスト復活をもくろみ、予言によってその障害とされる剣士「アレン」に目を付け、抹殺を試みる。しかし炎のガーディアンによって難を逃れたアレンはブレイドとシールドを託され、アルカエスト討伐の度に出る。

## キャラクター
アレン
本作の主人公。ガーディアンに選ばれ、ガーディアンブレイドを託された剣士。
ガースティン
自称「天才魔法使い」の少年。通常攻撃では誘導弾、SP攻撃は全画面の敵を一掃する。
包囲してきた狼を一瞬で消し炭にし、テレポートを行い、マグナを修理するなど、実際に非常に優秀。
最後の戦いに向かうアレンのために、エリクシル・シリウス・マグナを引き連れて駆け付けた。
エリクシル
パナケイア王国の王女。SPを使用して、回復を行うことができる。
アレンと初めて出会った際、帝国兵だと勘違いして気丈に振る舞ったものの、アレンが味方だと知るとその不安を吐露した。
パナケイアでの戦いの終盤、倒したドラゴンの首によって石化するが、アレンが解毒剤を手に入れた際、ガースティンが解毒剤を預かって彼女を治癒している。
最後の戦いにおいてアレンの下に赴いた。
シリウス
パナケイア王国の騎士。武器は鉄球。SPを使用して8方向に銃を撃つ。
ゴードンからエリクシルのお気に入りと言われている。空中要塞にてバビロムの洗脳にあうも、アレンに撃退されることで目を覚ます。
ガースティンによって故郷に転送され、療養を経たのち、最後の戦いに向かうアレンの下に赴く。
マグナ
対魔族用戦闘サイボーグ。優しい性格。壁に当たると反射するリフレクト弾を発射し、SP仕様で敵を金縛りにし、誘導弾を放つ。
動力を抜かれたうえで帝国の空中要塞に捕らわれていたが、アレンが皇帝を倒したことで手に入れたフォトンパワーを注入、活動を再開した。
魔界に潜入する直前、復讐心から魔の力が増幅したゴードンからアレンをかばって損傷、自爆した。後にガースティンによって修理され、最後の戦いに向かうアレンの下に赴く。
ネヴィス
竜神族の末裔。通常攻撃はスピンキック。最初は竜の姿で登場するが、人間に変身できる。その姿は女性である。SP消費で竜に変化、炎の息で敵を攻撃する。
ちなみにパッケージにアレンと並んで竜が鎮座しているが、その竜が赤い竜なのに対してネヴィスは金色の竜である。また、アレンの他にガースティンと女性が並んでいるが、髪色はネヴィス、服装はエリクシルに近いため、どちらが描かれているのかは不明である。
バビロム
アルカエストの使い。アルカエストの復活を企んでいる。物語冒頭でアレンの抹殺に失敗して以来、要所要所で姿を現す狂言回しに近い役割も持つ。
皇帝とゴードンを唆し、サラを魔物化するなど、本作の黒幕とも言うべき人物。
皇帝
勢力を強めるために各国を滅ぼしている帝国の皇帝。突如現れたバビロムの支援を受け入れ、ついにパナケイア制圧に成功する。しかし空中要塞に侵入したアレンがその眼前にまで迫った時、バビロムによって魔物化された。皇帝に注入されたフォトンパワーは空中要塞の動力源となっていたため、皇帝の死をもって要塞は落下したが、抜き出されたフォトンパワーを注入されたマグナによりアレンは無事要塞から脱出する。
ゴードン
皇帝の腹心。野心家であり、帝国の乗っ取りをたくらんでいるとパナケイアでも噂されている。
パナケイアを脱出したアレン達と対峙するも敗退、復讐に燃える彼は魔界に向かうアレンの後をつけるが、魔界に入る手前で魔の瘴気に触れ、その復讐心が増大した。マグナの自爆によってアレンの前から姿を消すが、魔界にて再度アレンと対峙、コウモリのような姿の魔物となって襲い掛かる。
ガバリス
闘気将軍の異名を持つ帝国の四将軍。雪原地帯にてアレンと対峙する。四将軍きっての武闘派であり、登場時にパナケイア騎士団を一掃していた。
バビロムの出現を憂いており、アレンがバビロムを倒す事を望みながらも、世界の行く先を気にしながら死亡した。
アルカエストによる復活を唯一喜んでいる描写があり、アレンとの再戦に満足して再度死亡した。
サラ・ガザ姉弟
風炎将軍の異名を持つ姉弟。
初めてアレンと対峙した際に弟ガザが撃破されてしまい、アレンへのサラの復讐心を利用したバビロムによって、要塞奥で再度対峙した際にサラは魔物と化した。魔物となったサラが撃破された事でバビロムは驚愕し、アレンへの警戒を強めた。
アルカエストにより復活させられた際に再度二人一緒に対峙するが、ガザに諭される形でサラが敗北を認め、再度の魔物化はしなかった。
カルージェ
剣聖将軍と呼ばれる将軍。浅黒い顔に真っ赤な衣装という、不気味ないで立ちをしている。 エリクシルの石化を解くポーションを持っている。
アルカエストにより復活させられ再度撃破された際、アルカエスト討伐に繋がるヒントを残して死亡する。
フレイムガーディアン
赤い肌の竜人のような炎のガーディアン。バビロムの襲撃により窮地に立ったアレンを救い、アルカエスト討伐を託した。ガーディアンでは彼のみセリフがある。召喚時には波動を放って敵を攻撃する。
必殺剣は「炎帝百裂剣」で、軽く後ろに退いた後に目にもとまらぬ連続の突きを繰り出す。最大溜め時には三人に分身する。
アクアガーディアン
青いローブを纏った僧侶のような水のガーディアン。2つの球状のバリアとなってアレンの周りを回り、その球から攻撃弾を発射する。
必殺剣は「水精流刃剣」で、その場で水を纏った回転攻撃をする。最大溜め時にはその水を発射、前方の敵にダメージを与える。
ストームガーディアン
空色の肌をした風のガーディアン。敵を追尾し連続を拳を繰り出す。
必殺剣は「風牙飛襲剣」で、天高く舞い上がって敵を頭上から叩き切る技である。最大溜め時にはアレンの「目の前」にいる敵を追尾する形で頭上から突き刺すが、威力は絶大だが命中率に若干の難がある。なお、攻撃中は無敵である。
アースガーディアン
黄金の鎧を装備した地のガーディアン。全身を覆うバリアとなってアレンを守る。彼を召喚時は一切の攻撃が通じない為、画面全体に及ぶ攻撃に対してもダメージを食らわない。
必殺剣は「地龍迅雷剣」で、後ろにステップを踏んで一気に突撃する。敵を貫通する上無敵ではあるが、画面全体の攻撃はダメージが入ってしまう。最大溜め時には大きくステップ・突撃距離も伸びるため、相対的に無敵時間も長い。

## 音楽
音楽は石川淳が担当している。今作の音楽は後の『星のカービィ スーパーデラックス』（1996年）に有効活用されることになる。

## スタッフ
- ディレクター、ゲーム・デザイナー：角田敦
- チーフ・プログラマー：菅浩秋
- プログラマー：倉岡龍樹、あおきみや、葛西重忍、郡司照幸
- グラフィック・デザイナー：吉川仁志、橋口茂、若山強、石田聡、能登谷哲也
- マップ・デザイナー：若山強
- 音楽：石川淳
- キャラクター・ビジュアル：R.ISHIDA
- エグゼクティブ・プロデューサー：岩田聡
- スペシャル・サンクス：望月哲也、小澤和、高橋芳美、スクウェアスタッフ

## 評価
ゲーム誌『ファミコン通信』の「クロスレビュー」では、7・7・7・6の合計27点（満40点）、『ファミリーコンピュータMagazine』の読者投票による「ゲーム通信簿」での評価は以下の通り21.2点（満30点）となっている。
| 項目 | キャラクタ | 音楽 | お買得度 | 操作性 | 熱中度 | オリジナリティ | 総合 |
| 得点 | 3.4        | 3.6  | 3.5      | 3.7    | 3.7    | 3.2            | 21.2 |

## 関連作品
攻略本
- アルカエスト 完全攻略ガイドブック (NTT出版)